# Detroit, Alabama
Detroit là một thị trấn thuộc quận Lamar, tiểu bang Alabama, Hoa Kỳ. Dân số năm 2009 là 223 người, mật độ đạt 65 người/km².